# Can Capablanca
El Casal Independentista i Popular de Sabadell «Can Capablanca», popularment conegut com a Can Capablanca, és una entitat oberta, participativa i crítica nascuda el 2001 a Sabadell. Cinc anys després de la inauguració el contracte de lloguer es va acabar i no es va renovar. L'any 2006 va començar la cerca d'un nou local on allotjar el que havia de ser el nou projecte d'ampliació de la seu i la mateixa entitat.
Tres anys després de deixar l'antic local, es va inaugurar la nova seu del Casal. Es van obrir les portes del nou Casal, significava un salt qualitatiu i quantitatiu respecte a l'anterior. Un espai que garantia la permanència fins a l'any 2014, que incorporava la creació d'una cooperativa de treball associat, L'Espai de Cuina i Cultura de Can Capablanca, que gestionaria el bar-restaurant i un seguit d'espais i recursos que es posaven a disposició del conjunt de la societat. Al llarg de més de vint anys d'existència ha aconseguit propagar i visibilitzar notòriament les seves reivindicacions, així com estrènyer vincles amb altres entitats municipals com el Casal Popular El Tallaret, l'assemblea autogestionària de la Caserna de Sabadell o el col·lectiu feminista Justa Revolta. La cooperativa de treball associat responsable del restaurant del casal s'anomena Flama Roja, i comptà amb el jurista Xavier Pellicer com un dels seus membres.